# Sant Miquel de Solans (Montferrer i Castellbò)
|  | Per a altres significats, vegeu «Sant Miquel de Solans (la Jonquera)». |

Sant Miquel de Solans, Sant Joan i Sant Miquel o Sant Joan és l'església del poble de Solans (municipi de Montferrer i Castellbò, Alt Urgell), protegida com a bé cultural d'interès local. No es coneixen notícies de l'església ni de la mateixa població anteriors al segle xv. Cap a la fi d'aquest segle, Solans pertanyia al vescomtat de Castellbò, tal com figura al capbreu de 1493-1494 i al Spill, segons els quals la població pertanyia a la batllia de Guils del Cantó. És una església d'una sola nau, capçada a llevant amb capçalera plana i coberta amb entramat de fusta, que es recolza sobre un arc diafragma i que, alhora, sosté un llosat a doble vessant. Des de l'exterior la capçalera no apareix diferenciada de la resta de la nau, tot i que és més estreta que aquesta i és coberta amb volta de canó. Presenta un curiós cor de fusta situat al centre de la nau, al qual s'hi accedeix per unes escales d'obra. La porta es troba al mur meridional, força avançada cap a ponent, i és en arc de mig punt. La sagristia, de planta quadrangular i coberta amb un llosat de doble vessant, s'adossa a la façana meridional de l'església. La façana occidental està coronada per un campanar d'espadanya de dos ulls, i no presenta cap mena d'obertura.